# Alois Hannecker
Alois Hannecker (Monaco di Baviera, 10 luglio 1961) è un ex discobolo tedesco.

## Palmarès
| Anno | Manifestazione | Sede      | Evento           | Risultato | Misura  | Note |
| ---- | -------------- | --------- | ---------------- | --------- | ------- | ---- |
| 1986 | Europei        | Stoccarda | Lancio del disco | 12º       | 59,48 m |      |
| 1987 | Mondiali       | Roma      | Lancio del disco | 11º       | 60,98 m |      |
| 1988 | Olimpiadi      | Seul      | Lancio del disco | 8º        | 64,94 m |      |
| 1990 | Europei        | Spalato   | Lancio del disco | 10º       | 60,04 m |      |